# Anomalon flavolabes
Anomalon flavolabes är en stekelart som beskrevs av Henry Keith Townes, Jr. 1966. Anomalon flavolabes ingår i släktet Anomalon och familjen brokparasitsteklar. Inga underarter finns listade i Catalogue of Life.